# John Hollander
John Hollander (New York City, 28 ottobre 1929 – Branford, 17 agosto 2013) è stato un poeta e critico letterario statunitense.
Nato da genitori ebrei immigrati a New York, ha frequentato la Columbia University, in classe con Allen Ginsberg e con Mark Van Doren e Lionel Trilling come professori. Dopo la laurea, si è mantenuto per un po' di tempo scrivendo note di copertina per gli album di musica classica prima di tornare all'università ed ottenere un Ph.D. in letteratura.
Ha risieduto a Woolbridge (Connecticut) fino alla fine degli anni ottanta, facendo da giudice in molte gare di recitazione studentesche e afferma di essere felice di lavorare con gli studenti sulla poesia e di insegnarla. Sottolinea l'importanza di ascoltare poesie lette ad alta voce. Solitamente scrive le sue poesie direttamente a computer, ma se l'ispirazione lo coglie quando è lontano da casa, scrive anche su pezzetti di carta o tovaglioli.
È molto conosciuto anche per le sue traduzioni dallo Yiddish.

## Premi e riconoscimenti
- 2006: nominato poeta laureato dello stato del Connecticut[4] (fino al 2011)[3]
- 2006: Robert Fitzgerald Prosody Award
- 2002: Philolexian Society
- 1990: MacArthur Fellowship
- 1983: Bollingen Prize per Powers of Thirteen.
- 1979: eletto membro della American Academy of Arts and Letters, dipartimento di letteratura
- 1958: Yale Series of Younger Poets per il suo primo libro di poesie, A Crackling of Thorns, scelto da W. H. Auden.

## Opere
- A Crackling of Thorns (1958) poesie
- The Untuning of the Sky (1961)
- The Wind and the Rain (1961)
- Movie-Going (1962) poesie
- Milton Babbitt's Philomel (1964)
- Visions from the Ramble (1965) poesie
- Types of Shape (1968) poesie
- Images of Voice (1970) critica
- The Night Mirror (1971) poesie
- Tales Told of the Fathers (1975) poesie
- Vision and Resonance (1975) critica
- Reflections on Espionage (1976) poesie
- Spectral Emanations (1978) poesie
- Blue Wine (1979) poesie
- The Figure of Echo (1981) critica
- Rhyme's Reason: A Guide to English Verse (1981) critica
- Powers of Thirteen (1983) poesie
- In Time and Place (1986) poesie
- Harp Lake (1988) poesie
- Melodious Guile: Fictive Pattern in Poetic Language (1988)
- Some Fugitives Take Cover (1988) poesie
- Tesserae and Other Poems (1993)
- Selected Poetry (1993)
- Animal Poems (1994) poesie
- The Gazer's Spirit: Poems Speaking to Silent Works of Art (1995) critica
- The Work of Poetry (1997) critica
- Jiggery-Pokery: A Compendium of Double Dactyls (1997) con Anthony Hecht
- Figurehead and Other Poems (1999) poesie
- Picture Window (2003)
- The Oxford Anthology of English Literature, American Poetry: The Nineteenth Century, editore
- Poems Bewitched and Haunted (2005) editore
- A Draft of Light (2008), poesie
- Sonnets. From Dante to the present